# Tränke

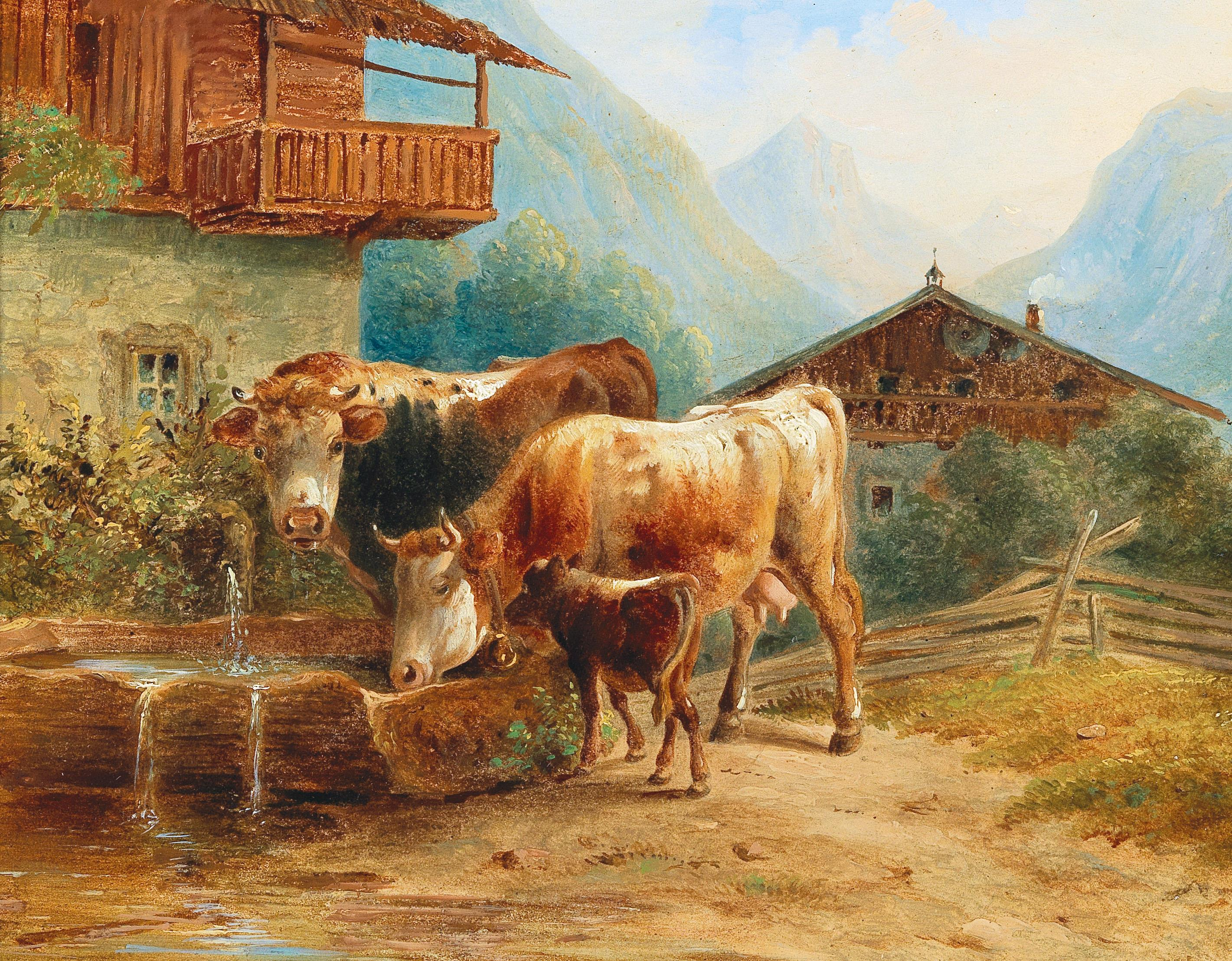
Kühe an der Tränke, Joseph Heicke

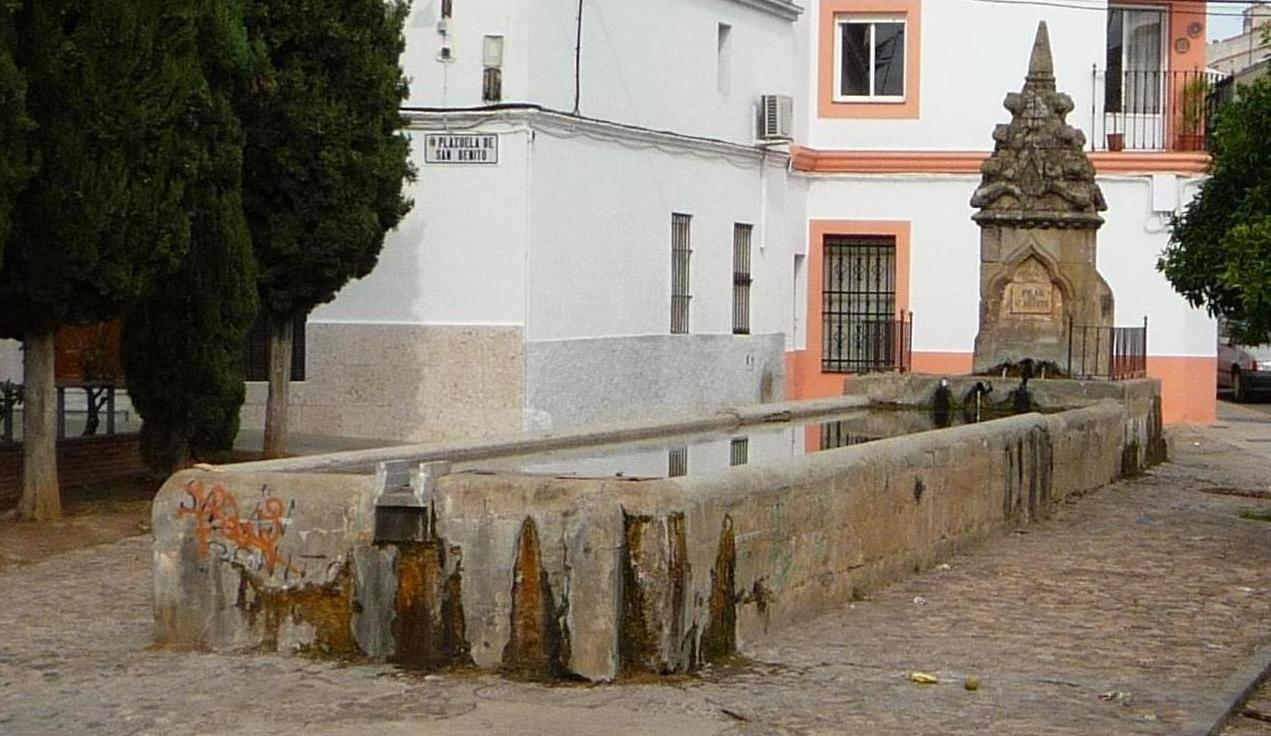
Historische Viehtränke in Zafra, Estremadura

An einer Tränke oder Tränkstelle (französisch abreuvoir, spanisch abrevadero, italienisch abbeveratoio) können Tiere Wasser trinken. Je nach Einsatzort und Tierart sind Tränken für Wildtiere, Nutztiere oder Heimtiere unterschiedlich konzipiert, wobei einige Modelle auch für unterschiedliche Spezies geeignet sind.

## Geschichte

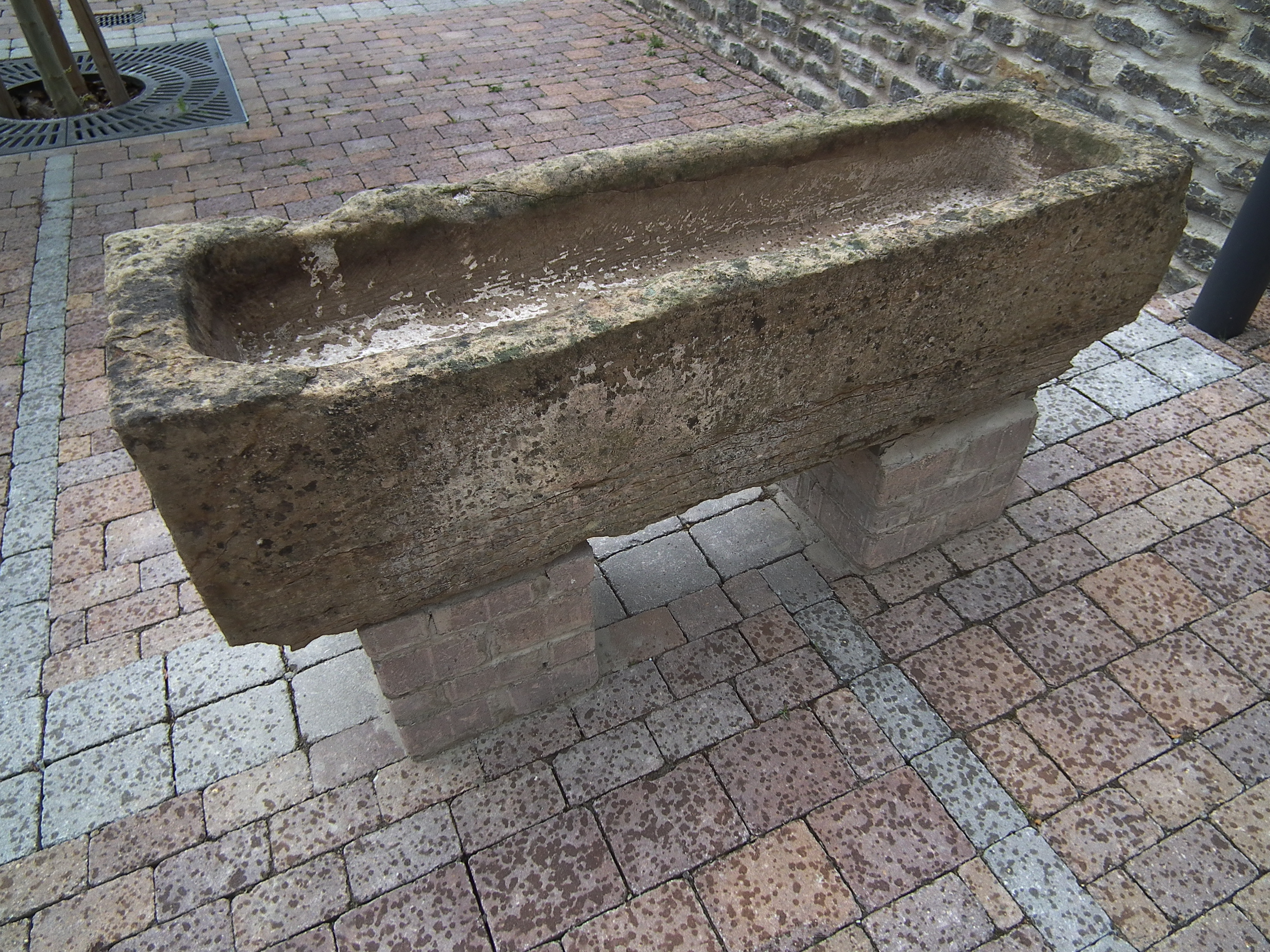
Sarkophagtränke in Zuzenhausen, Baden-Württemberg

Tränken können natürlicher Art (Fluss, Bach, Weiher etc.) oder von Menschen künstlich angelegt sein, um Nutzvieh mit Wasser zu versorgen oder Wildtieren einen leichteren Zugang zum lebensnotwendigen Nass zu ermöglichen.
Auf dem Land diente vor dem Aufkommen der intensiven Viehhaltung oft ein künstlich angelegter Teich als Tränke für den gesamten Viehbestand der Gemeinde. Auch Tröge (ehemals oft Sarkophage) an gefassten Quellen oder Brunnen dienten der Wasseraufnahme durch Schafe, Ziegen, Rinder, Esel und Pferde.
Bereits am Triumphbogen von Volubilis, Marokko, gab es zwei Wasserbecken zur Versorgung der Reittiere mit Wasser.

## Künstliche Tränken für Wildtiere

### In freier Wildbahn

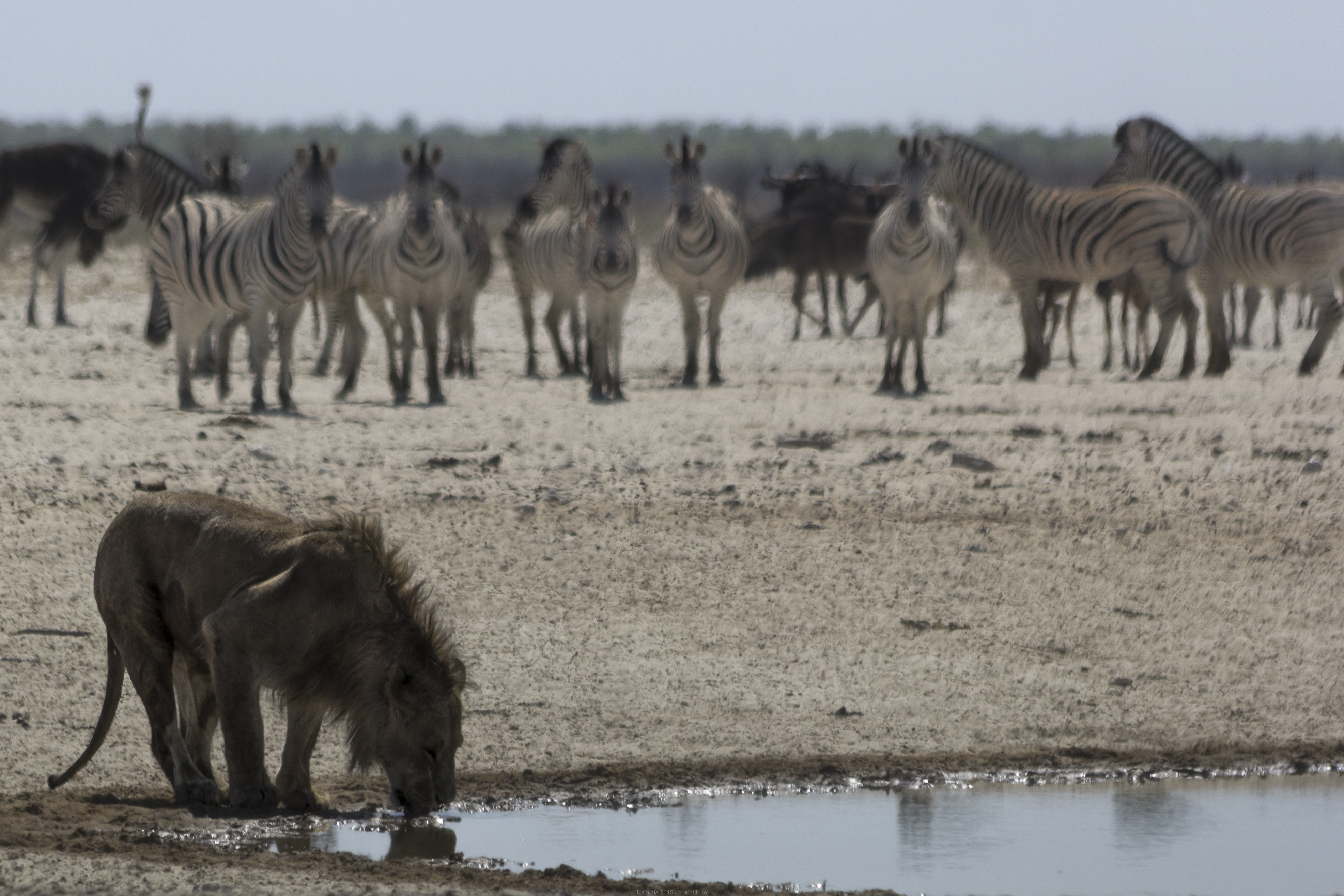
Egal ob natürlich oder vom Menschen angelegt; an Wasserlöchern lassen potenzielle Beutetiere ihren natürlichen Feinden den Vortritt.

In freier Wildbahn gibt es entweder die Möglichkeit Trinkstationen für bestimmte Tierarten zu schaffen, die besonders trockene Gebiete bewohnen und unter Wassermangel leiden. Nachdem beispielsweise eine Hitzewelle im australischen Bezirk New South Wales, rund 25 Prozent der dort lebenden Koalas in weniger als einer Woche getötet hatte, wurde spezielle Trinkstationen für die Tiere installiert.
Nachdem die Universität Sydney durch eine Studie nachwies, dass so die Belastungen durch den Klimawandel, durch das Bereitstellen von Trinkstationen reduziert werden können, unterstützt auch das Umweltschutzministerium das Projekt.
In der Nähe des Serengeti-Nationalparks in Tansania haben Forscher ein künstliches Wasserloch in der Nähe eines trockenen Flussbettes angelegt, um das Verhalten der Tiere am Wasserloch zu untersuchen. Die versteckten Kameras erfassten innerhalb weniger Tage Elefanten, Giraffen, mehrere Affenarten, verschiedene Großkatzen, Vögel, Wasserbüffel, Zebras, Antilopen, Mangusten, sowie eine Reihe weiterer Tiere. Während der Trockenzeit, oder bei ausbleibenden Niederschlägen, können künstliche Wasserstellen, einen wichtigen Beitrag zum Überleben von Wildtiere leisten. Das Projekt wurde vom BBC in einer mehrteiligen Fernsehdokumentation (Wasserlöcher – Oasen für Afrikas Fauna von 2020) der Öffentlichkeit vorgestellt.

### In Wohngebieten

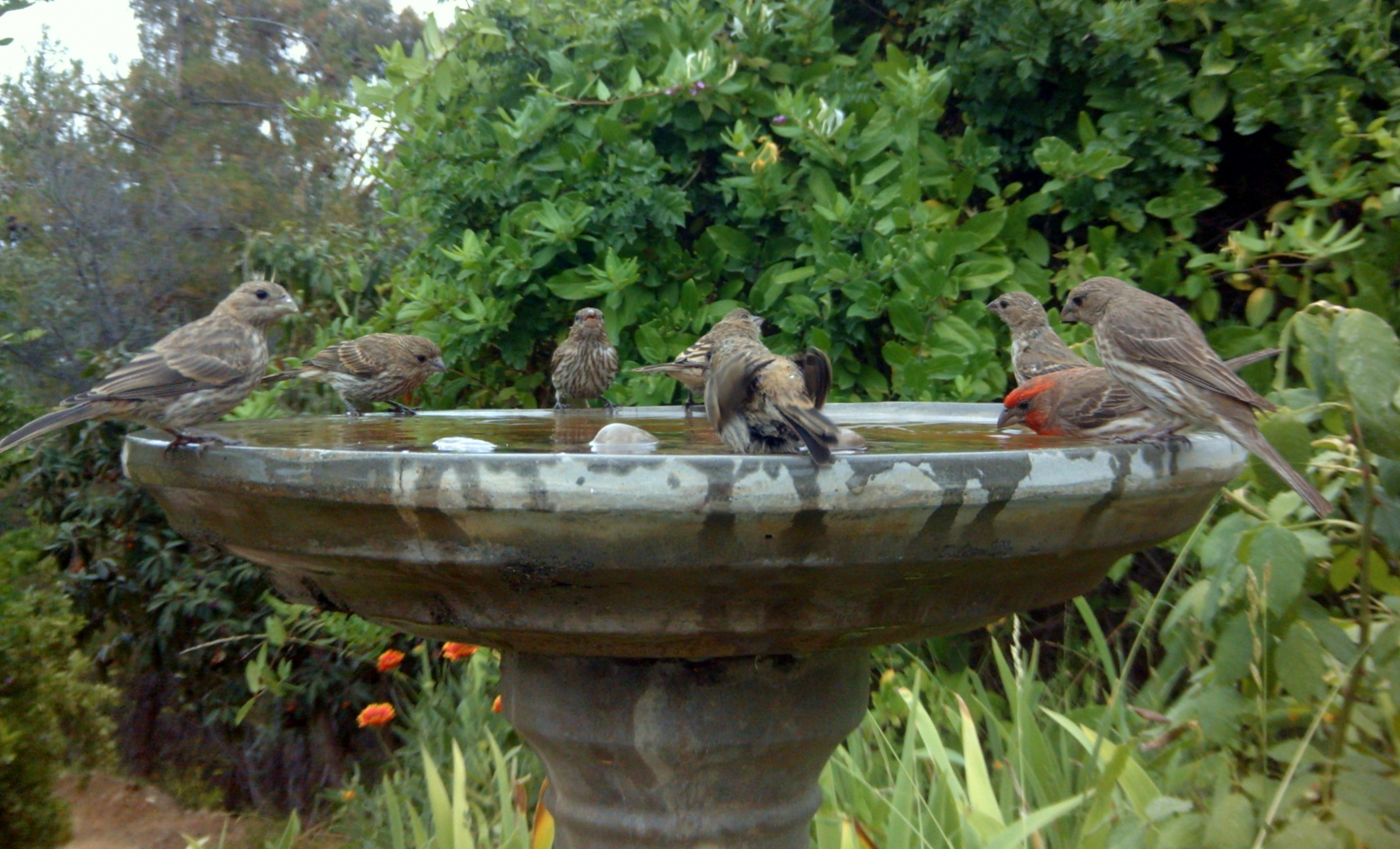
Eine gut besuchte Vogeltränke

Ein typisches Beispiel für Tränken, die nicht nur in Parks und auf Friedhöfen zu finden sind, sondern auch von Privatpersonen aufgestellt werden, ist die Vogeltränke. Diese werden von den Vögeln auch als Badestelle genutzt und helfen ihnen in Gebieten mit wenigen natürlichen Wasserstellen, insbesondere an heißen Tagen. Ein naturnah gestalteter Gartenteich wird ebenfalls von zahlreichen Tiere als Wasserquelle genutzt und kann so zu einer größeren Artenvielfalt beitragen.

## Künstliche Tränken für Nutztiere

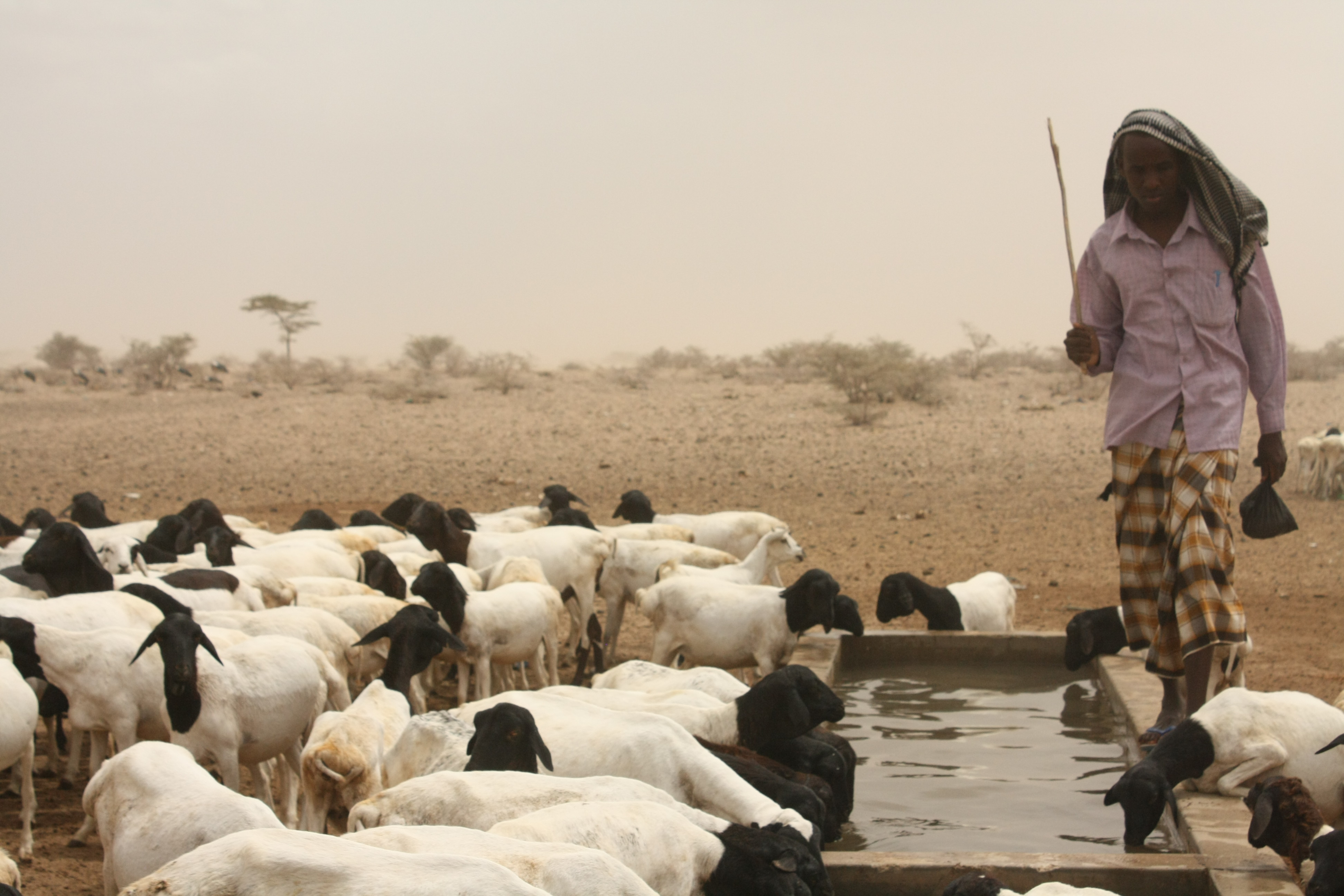
Ziegen an einer von der Hilfsorganisation Oxfam angelegten Beckentränke in Ostafrika

### In von Wassermangel betroffenen Gebieten
In vielen Regionen der Welt, graben Hirtenvölker (wie beispielsweise die Fulbe) Brunnen, um sich und ihre Herden mit Wasser zu versorgen. Das geschöpfte Wasser wird den Tieren meistens in Trögen oder Wannen dargeboten. Der Klimawandel erschwert diese Bemühungen insbesondere in Gebieten mit trockenem Klima, wo saisonal zahlreiche Flüsse und Wasserlöcher austrocknen.
Insbesondere, wenn es in solchen Gebieten zu lang anhaltenden Dürreperioden kommt, wie seit 2015 im südlichen Afrika und in Ostafrika, ist mitunter nicht genug Wasser für Menschen und ihre Nutztiere vorhanden. So starben beispielsweise in der Region Galmudug in Somalia 2017 rund zwei Drittel der Nutztiere.

### In Deutschland
In Deutschland schreibt die Tierschutz-Nutztierhaltungsverordnung bestimmte Hygienestandards vor, die auch die Tränkstellen erfassen und für jede Tierart unterschiedlich ausfällt. Bei der Haltung im Stall gelten darüber hinaus andere Bestimmungen als bei der Freilandhaltung.
Die in Deutschland gültige Schweinehalte-Hygiene-Verordnung schreibt beispielsweise eine Tränkstelle für höchstens 12 Schweine vor und unterscheidet zwischen Nippel- und Becken- und Schalentränken. Zusätzlich verlangen die Installationsvorschriften des Deutschen Instituts für Normung (DIN 1988, Schutz des Trinkwassers) Maßnahmen, durch welche ein Rückfluss des Wassers in die Leitung, im Falle eines Druckverlusts verhindert wird.
Für die Geflügelproduktion werden Beckentränken, Eimertränken, Tränkeimer mit Nippel, Siphontränken, Niederdrucktränken und Stülpeimer angeboten, wobei unterschiedliche Größe und Ausführung für Pute, Gänse, Hühner, Enten, Wachtel, Tauben und andere Vogelarten erhältlich sind.
Bei winterlichen Temperaturen kommen darüber hinaus integrierte Heizaggregate oder Rohrbegleitheizungen zum Einsatz, um die Wasserversorgung im Stall auch bei Minusgraden sicherzustellen.
In Deutschland kommen neben den oben genannten Typen alle der drei unten genannten Arten von Tränken zum Einsatz.

## Beispiele für verschiedenen Arten von Tränken

### Beckentränke

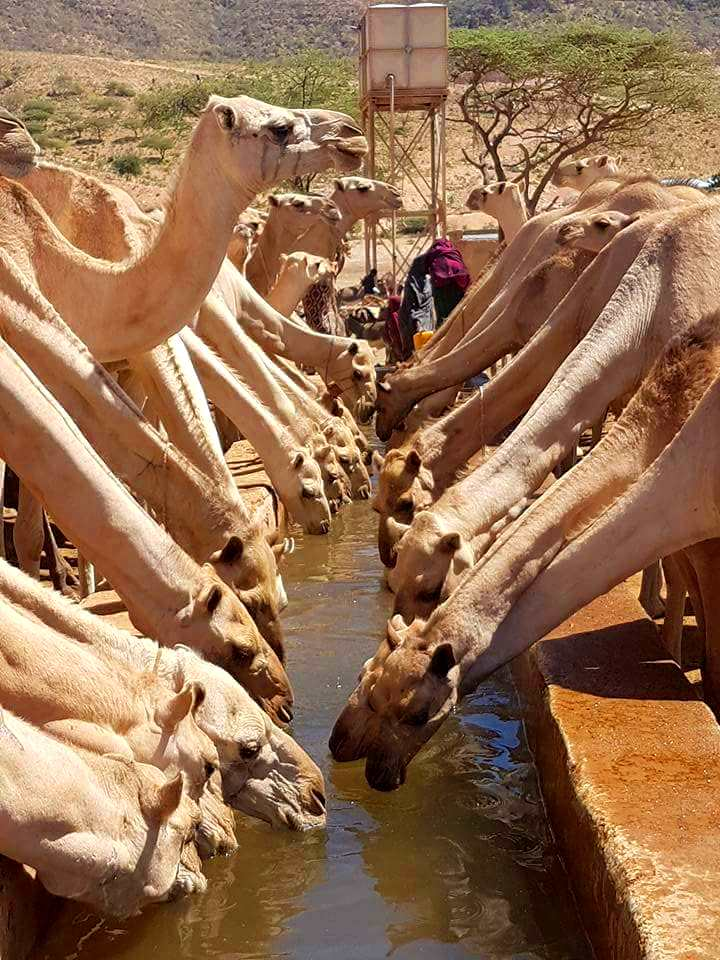
Kamele nutzen eine Beckentränke in der Shinile-Zone

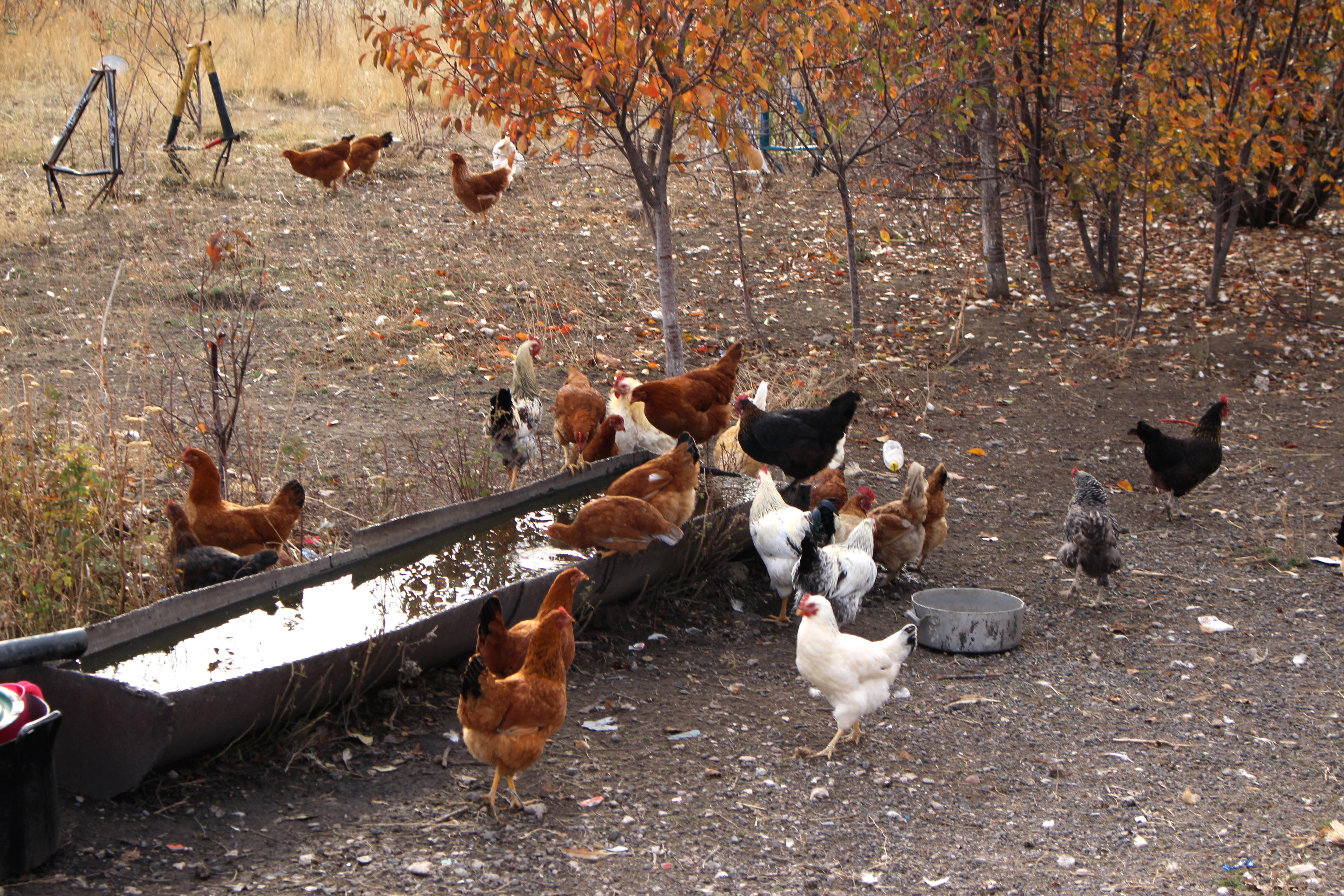
Auch in der Geflügelhaltung kommen Beckentränken zum Einsatz, besonders im Freilandbereich

Beckentränken gibt es in Form von steinernen oder hölzernen Trögen schon lange. Sie werden weltweit in der Viehzucht eingesetzt und sind nicht nur in Industriestaaten verbreitet. Sie sind in der Weidehaltung auch in der Gegenwart noch anzutreffen. Im Stall bestehen sie aus Edelstahl oder aus emailliertem Gusseisen. Der Vorteil von Tränkebecken gegenüber Nippeltränken liegt im geringeren Wasserverlust und in der besseren Wasseraufnahme der Tiere.
Die Wasseraufnahme an Becken- oder Schalentränken entspricht eher dem natürlichen Trinkverhalten der Tiere. Neben den typischerweise für die Fleischproduktion gezüchteten Nutztieren, werden auch frei oder halb wild lebende Nutztiere, wie Ziegen, Kamele, Wasserbüffel, Esel und weitere Spezies durch Beckentränken mit Wasser versorgt. 
Durch ihre Fähigkeit Wasser zu speichern, zeichnen sich Kamele dabei durch ein besonderes Trinkverhalten aus; in nur 15 Minuten sind sie in der Lage bis zu 200 Liter Wasser aufzunehmen. Im Gegensatz zu anderen Tieren sind sie anschließend in der Lage, einen Wasserverlust bis zu einem Viertel des Körpergewichts ohne Schäden zu überstehen.
In Industrieländern werden Beckentränken unter anderem bei der Schweinehaltung eingesetzt, wo sie in der Abferkelbucht von Hausschweinen von der Sau und ihren Ferkeln gemeinsam genutzt werden. Der Vorteil liegt in der sofortigen Annahme dieser Tränke durch die Ferkel, da die Tiere das Wasser sehen können. Ist ein Schwimmerventil im Zulauf eingebaut, läuft automatisch Wasser nach, sobald der Wasserstand unter ein gewisses Niveau gefallen ist.
Milchkühe haben einen Trinkwasserbedarf von bis zu 200 Litern am Tag (3 bis 6 Liter pro kg Körpergewicht), wobei der Bedarf temperaturabhängig ist und im Sommer am höchsten ist. In Deutschland muss den Tieren daher immer ausreichend Wasser zur Verfügung gestellt werden. Eine unzureichende Versorgung mit Wasser wirkt sich zudem auf die Milchmenge aus und ist auch aus diesem Grund nicht im Interesse der Besitzer.
In der industriellen Rinderhaltung wird bei niedrigen Außentemperaturen zum Teil ca. 16 Grad temperiertes Wasser bereitgestellt, damit die Tiere weniger Wärmeenergie aufwenden müssen. In diesem Zusammenhang konnte jedoch keine Leistungssteigerung nachgewiesen werden. Dafür ist die biologische Qualität von angewärmtem Wasser mitunter problematisch, da Bakterienkolonien bei höheren Temperaturen deutlich schneller wachsen.

### Selbsttränke

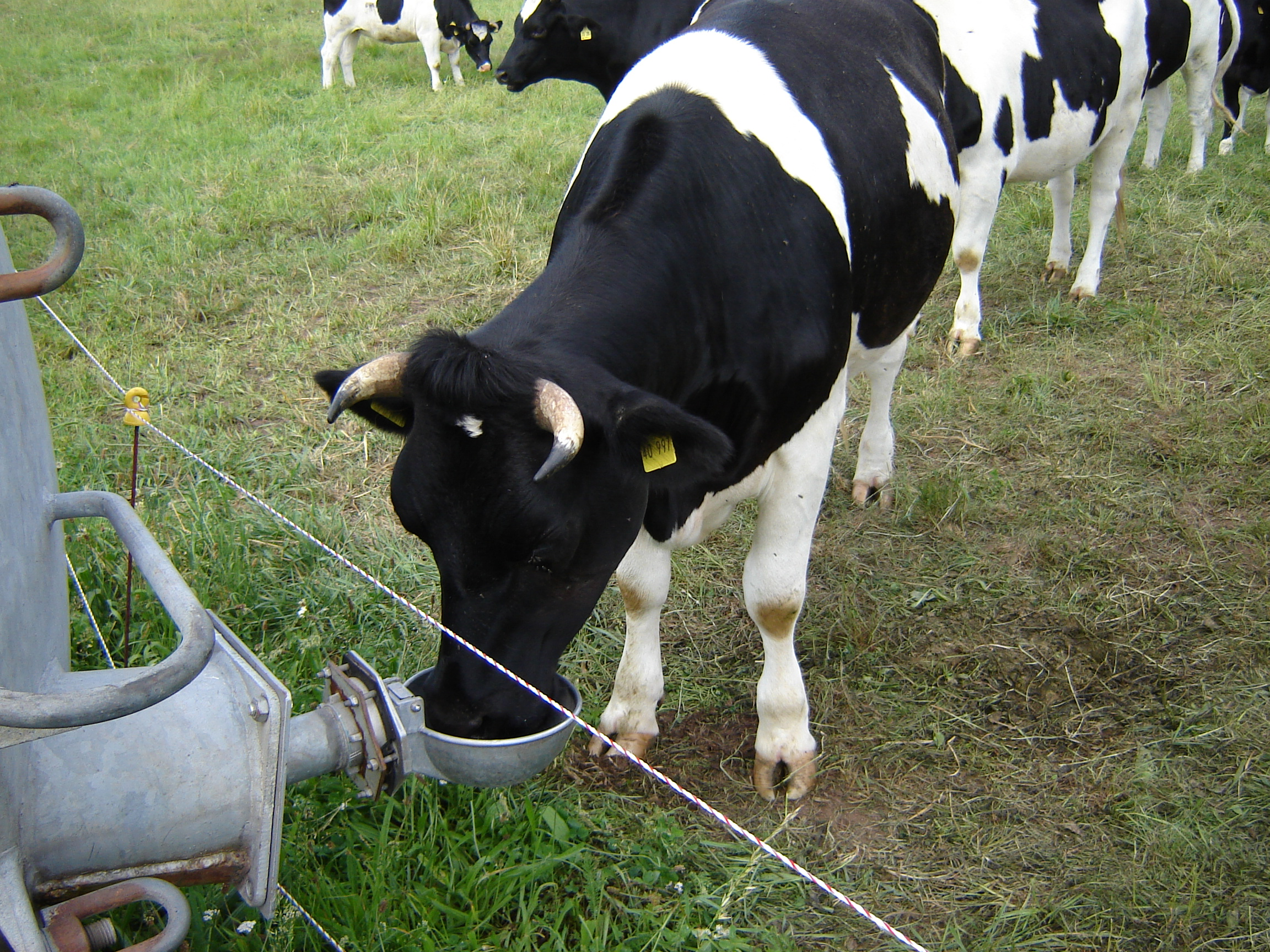
Kalb an einer Selbsttränke auf der Weide. Ausgewachsene Rinder können 18 bis 25 Liter Wasser pro Minute trinken.

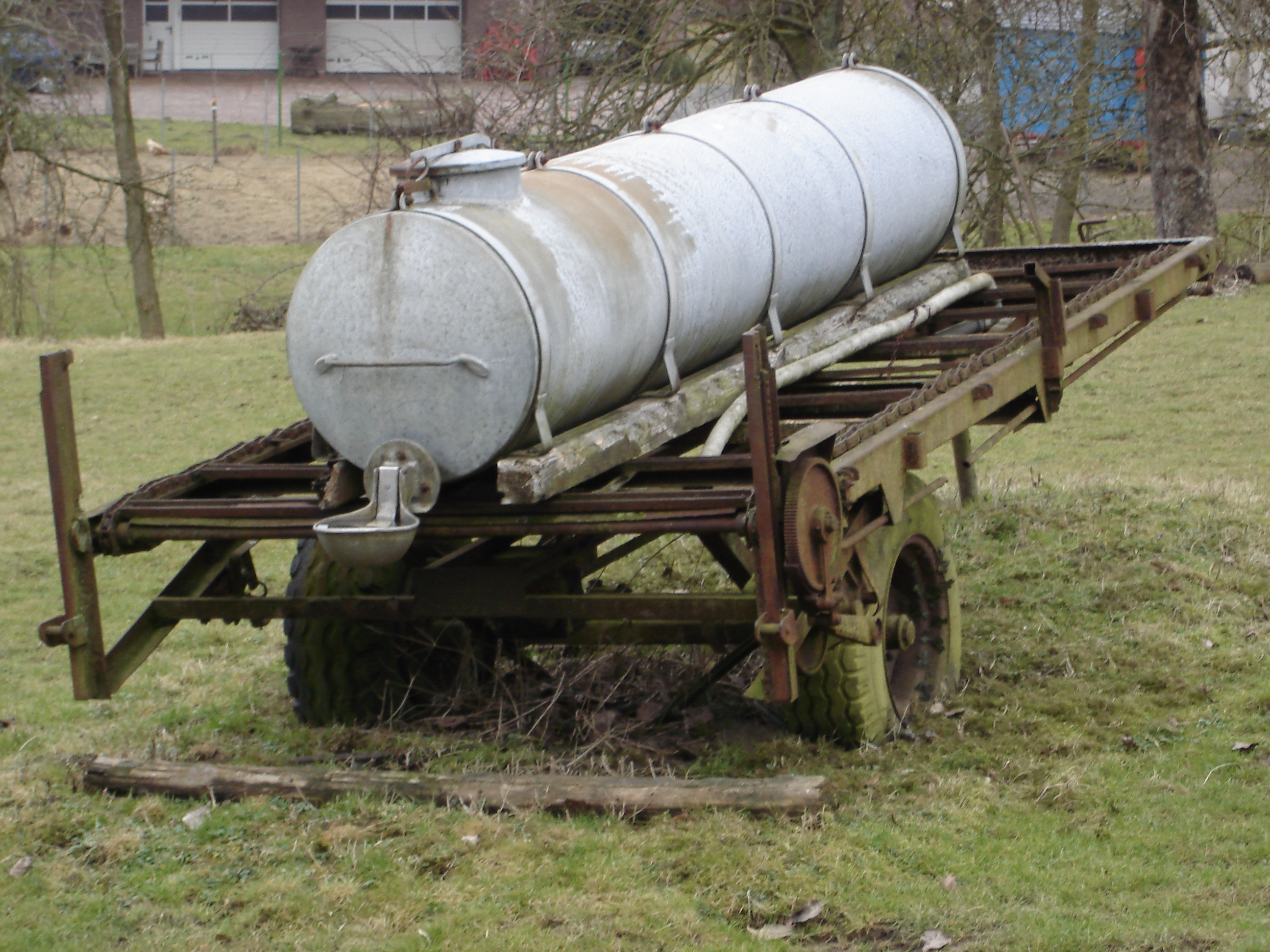
Selbsttränke am Wasserwagen

Bei der Selbsttränke kann das Tier mit seinem Maul mittels einer zu diesem Zwecke eingebauten Mechanik im Tränkebecken ein Ventil betätigen und so die Tränke mit Wasser befüllen. Dadurch steht immer frisches, sauberes Wassers zur Verfügung.
Für die Weide gibt es Selbsttränken mit einer Pumpe, die, durch die Tiere betätigt, Wasser z. B. aus einem Bachlauf heranfördert. 
Bei Selbsttränken ist die Flüssigkeitsaufnahme von Kühen oft nicht optimal, da die Menge des zufließenden Wassers unter Umständen zu klein ist und die Tiere den Vorgang nach einiger Zeit abbrechen. Außerdem können nur an Maul oder an den Vorderzähnen unverletzte Tiere diese Tränke ungehindert nutzen.
Selbsttränken gibt es auch mit Schwimmerventil; bei diesen muss das Tier nicht mit dem Maul das Ventil öffnen, sondern es wird ein Füllstand geregelt ähnlich wie in einem WC-Spülkasten. Solche Tränken sind auch wärmeisoliert erhältlich, womit im Freien auch bei Frost das Einfrieren verhindert wird. Dazu müssen jedoch ausreichend viele Tiere trinken, um genügend im Boden temperiertes Wasser nachfließen zu lassen. Die Trinköffnung ist bei diesen Geräten mit einem Plaste-Ball verschlossen, um Wärmeverluste zu verringern.

### Nippeltränke

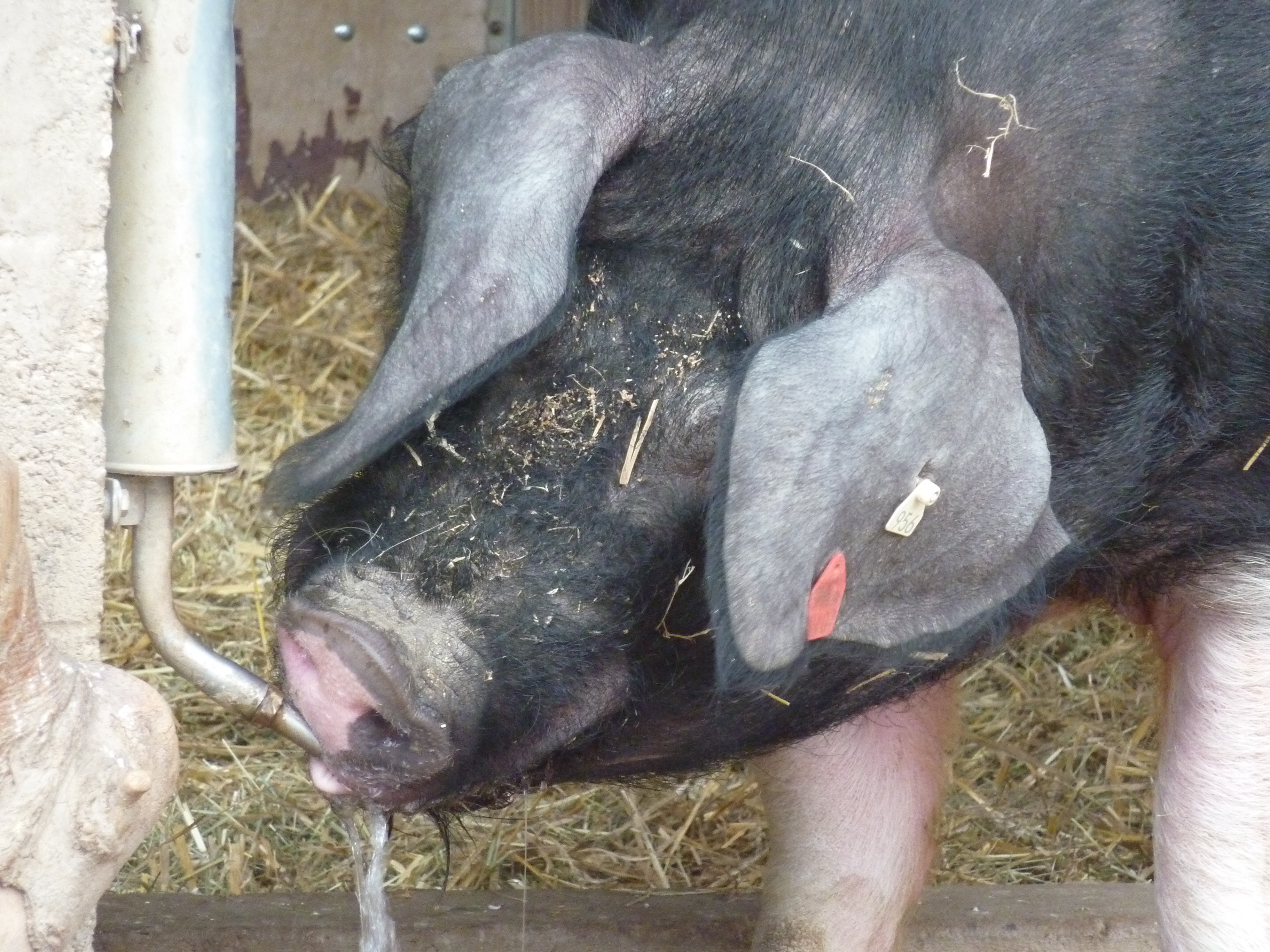
Schwein an einer Nippeltränke

Nippeltränken sind insbesondere in der industriellen Haltung von Schweinen und Ferkeln anzutreffen. Durch ihr Design können Verschmutzungen nahezu ausgeschlossen werden, da die Tiere daran saugen. Höhenverstellbare Nippeltränken können auf die Größe der Tiere eingestellt werden, wobei die Montagehöhe sollte immer ca. 5–10 cm höher sein sollte, als die Rückenhöhe der Tiere. alternativ kommen mehrere Nippeltränken in unterschiedlichen Höhen zum Einsatz.
Bei Nippeltränken wird den Tieren das Wasser eher in den Mund gespritzt, wobei viel Wasser am Maul der Tiere vorbei läuft, was zu einem erhöhten Wasserverbrauch im Vergleich zu anderen Modellen führt.

### Tränkeimer
Tränkeimer sind aus Plastik oder Aluminium gefertigte Behältnisse, die vor allem in der Kälberhaltung zur Verabreichung von Tränkmilch eingesetzt werden. Sie besitzen häufig eine Skala zur Messung der Inhaltsmenge.

## Haustiertränken

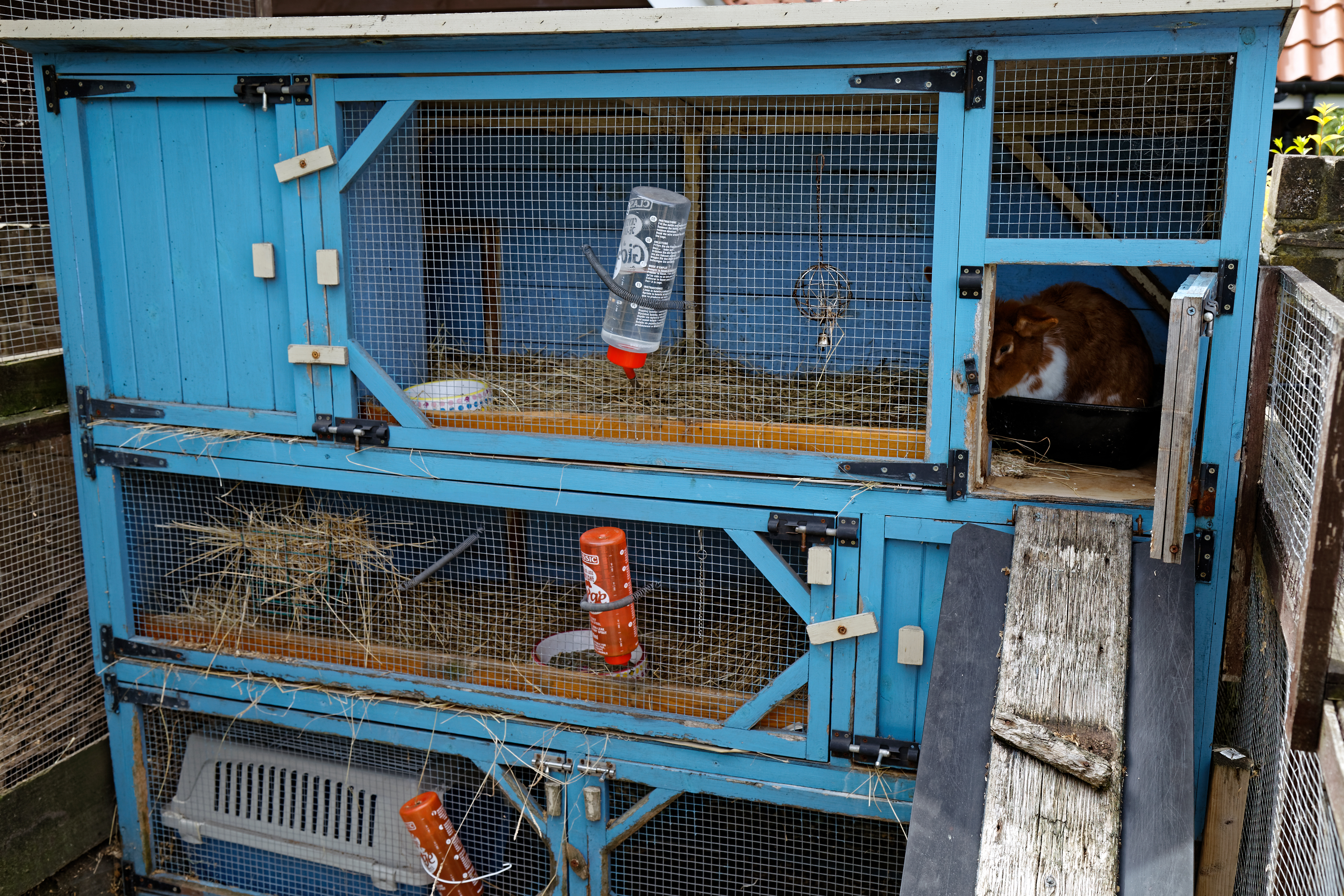
Trinkflaschen in der Haltung von Hauskaninchen

Auch Haustiere benötigen regelmäßig Zugang zu frischem Wasser. Die Halter von Hunden oder Katzen verwenden dafür in der Regel einen Trinknapf oder eine Schale. Einige Hundebesitzer führen auf größeren Ausflügen zusätzlich einen Trinknapf für unterwegs oder eine Hundetrinkflasche mit, die im Heimtierbedarf erhältlich sind.
Für Nagetiere kommt bei der Heimtierhaltung zwar oft eine spezielle Trinkflasche zum Einsatz, ein Wassernapf ist jedoch leichter zu reinigen und ermöglicht es Nagetieren, wie beispielsweise Hausmeerschweinchen, eine natürliche Haltung beim Trinken einzunehmen.
In der Terraristik kommen je nach Anforderung auch spezielle Tränken zum Einsatz, z. B. Dripper. Für Terrarienbewohner, die in besonders feuchten Lebensräumen heimisch sind, kann zusätzlich eine Beregnungsanlage verwendet werden.